# Robert Mulliken
Robert Sanderson Mulliken (Newburyport, Essex megye, 1896. június 7. – Arlington, 1986. október 31.) amerikai kémikus és fizikus. 1966-ban kémiai Nobel-díjjal tüntették ki „a kémiai kötések és a molekulák elektronszerkezetének terén végzett kutatásaiért”.

## Életrajz
Robert Sanderson Mulliken 1896. június 7-én született a massachusettsi Newburyportban, Samuel Parsons Mulliken szerves kémia professzor és Katherine W. Mulliken fiaként. 1929. december 24-én vette feleségül Mary Helen von Noè-t. Gyermekeik Lucia Maria (Mrs. John P. Heard) és Valerie Noè.
Mulliken 1917-ben a cambridge-i Massachusettsi Műszaki Egyetemen szerzett BSc diplomát, majd 1921-ben a Chicagói Egyetemen doktorált.

## Írásai
- D. Ramsay, J. Hinze (kiadó): Selected papers of Robert Mullikan. University of Chicago Press, 1975
- Willis B. Personnal: Molecular complexes : A lecture and reprint volume, Wiley 1969
- Walter C. Emlerrel: Diatomic molecules, results of ab initio calculations, Academic Press 1977
- Walter C. Emlerrel: Polyatomic molecules, results of ab initio calculations, Academic Press 1981
- Life of a scientist: an autobiographical account of the development of molecular orbital theory, Springer 1989 (Bevvezetés: Friedrich Hund, kiadó: Bernard Ransil)
- Molecular Scientists and Molecular Science- some reminiscences. In: Journal of Chemical Physics. 43 k., 1965, 2–11 o.